# Pétrel de Beck
Pseudobulweria becki
Espèce
Statut de conservation UICN

 CR C2a(ii) : 
En danger critique
Le Pétrel de Beck (Pseudobulweria becki) est une espèce de petits oiseaux (des pétrels) que l'on pensait disparue et dont l'existence a été confirmée en 2007 après 79 ans sans observation avérée. Son nom normalisé rend hommage à Rollo Beck.

## Systématique
Autrefois classé dans le genre Pterodroma, il fait maintenant partie du genre Pseudobulweria.

## Répartition
Son aire s'étend à travers la région des Îles (Papouasie-Nouvelle-Guinée).

## Menaces et conservation
L'UICN classe l'espèce en catégorie CR (en danger critique) dans la liste rouge des espèces menacées depuis 1994. 